# Obserwatorium astronomiczne

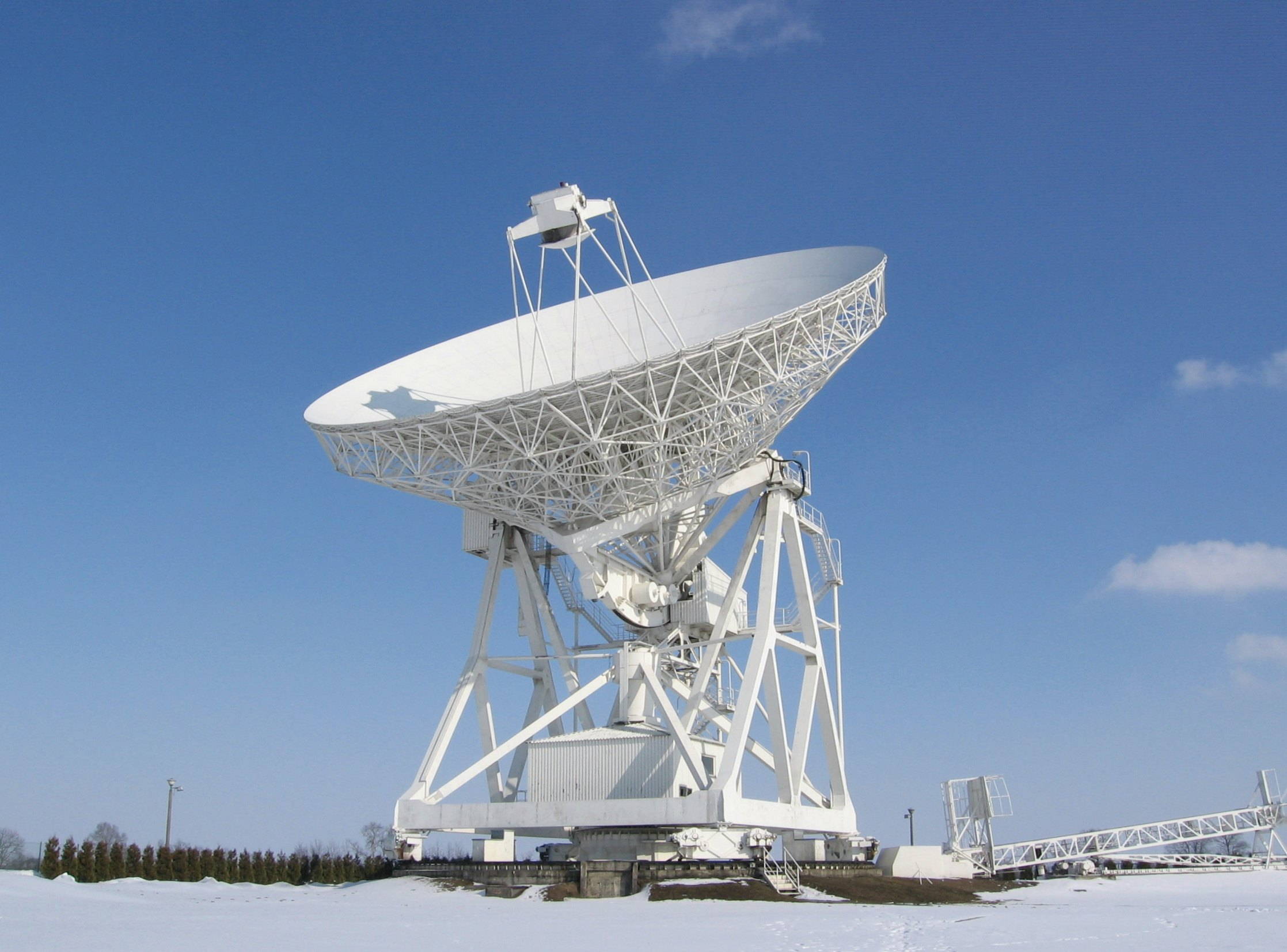
32-metrowy radioteleskop w obserwatorium w Piwnicach k. Torunia

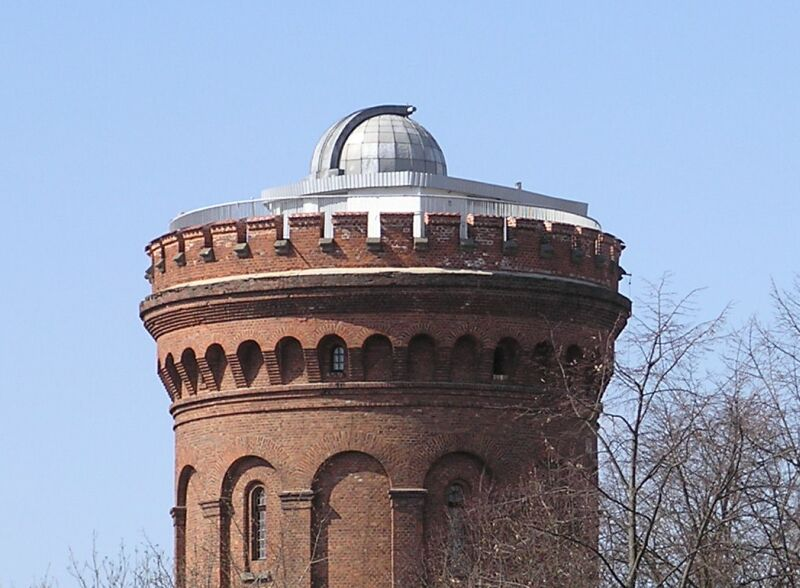
Obserwatorium Astronomiczne w Olsztynie

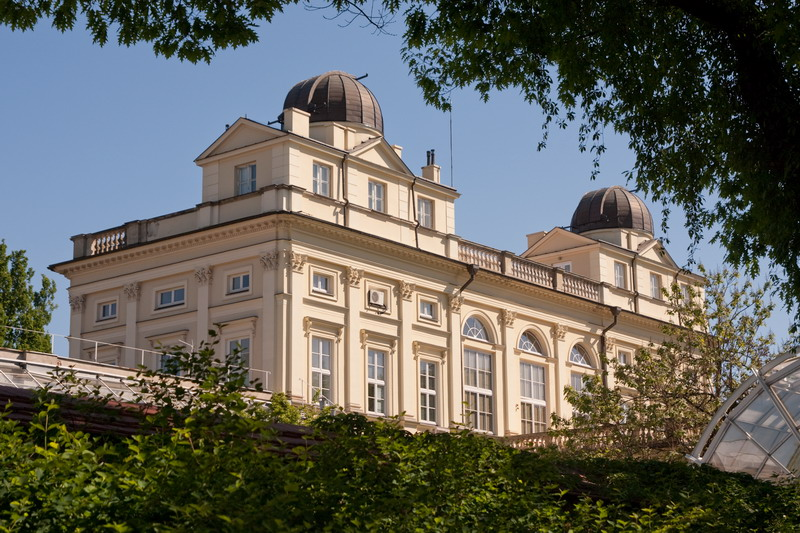
Obserwatorium Astronomiczne Uniwersytetu Warszawskiego

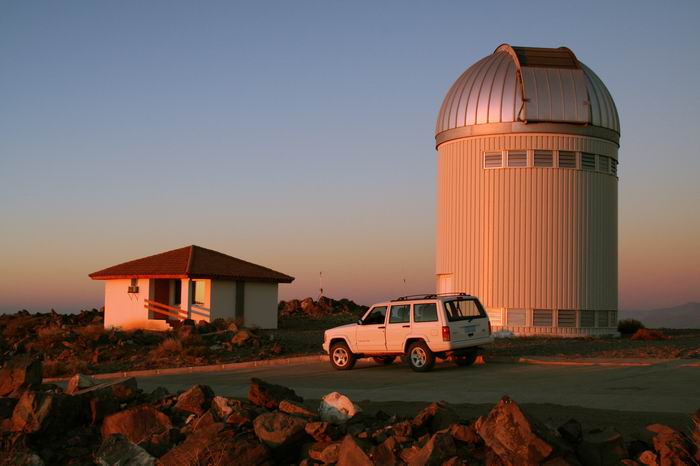
Warszawskie Obserwatorium Południowe w Chile, największy polski teleskop

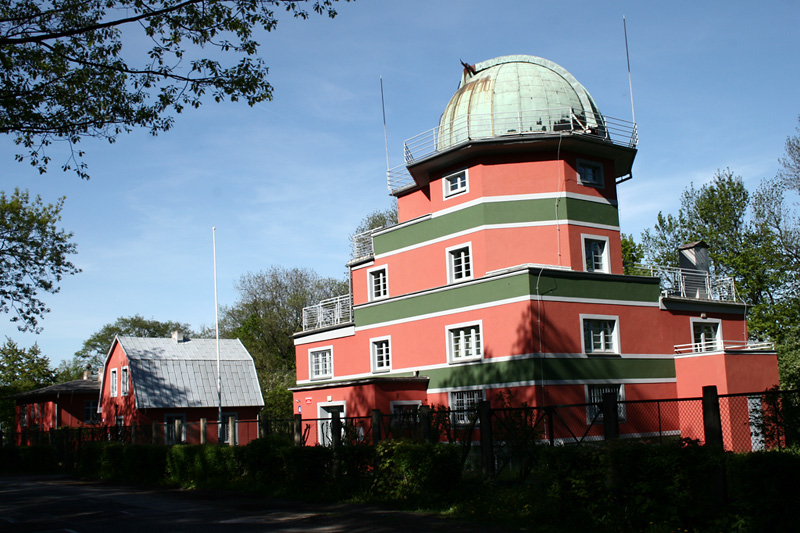
Obserwatorium astronomiczne we Wrocławiu przy ul. Kopernika 11

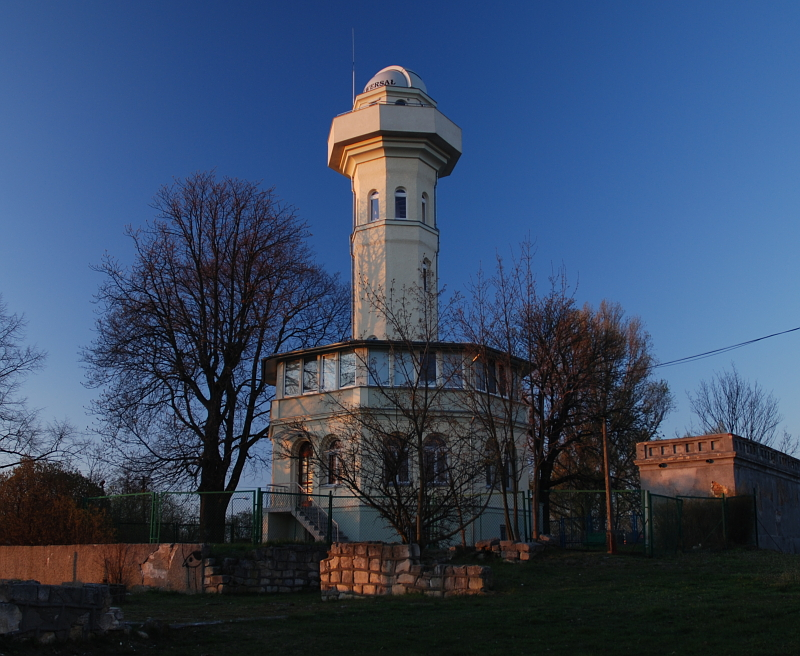
Obserwatorium astronomiczne w Zielonej Górze

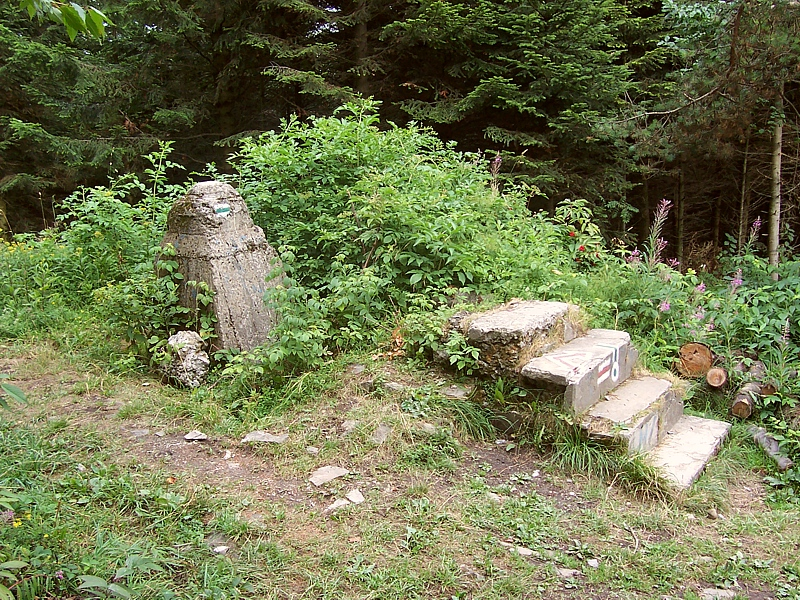
Ruiny starego obserwatorium astronomicznego na szczycie Lubomir, gdzie w początkach XX wieku odkryto komety C/1925 G1 oraz C/1936 O1

Obserwatorium astronomiczne – zespół budynków i przyrządów służących do prowadzenia obserwacji astronomicznych ciał niebieskich.
Ze względu na użytą aparaturę rozróżnia się obserwatoria:
- astrometryczne
- astrofizyczne
- radioastronomiczne

Pierwsze polskie obserwatorium astronomiczne założono w 1613 w Kaliszu, w wieży kościoła św. Wojciecha i św. Stanisława Biskupa.

## Obserwatoria w Polsce

### Obserwatoria profesjonalne w Polsce
Lista według miejsc i miejscowości:
Belsk DużyCentralne Obserwatorium Geofizyczne Instytutu Geofizyki PAN
BiałkówFilia Obserwatorium Instytutu Astronomii Uniwersytetu Wrocławskiego
Borowa GóraObserwatorium Geodezyjno-Geofizyczne Instytutu Geodezji i Kartografii
BorówiecObserwatorium Astrogeodynamiczne Centrum Badań Kosmicznych PAN
Chorzów (Wojewódzki Park Kultury i Wypoczynku)Planetarium i Obserwatorium Astronomiczne im. Mikołaja Kopernika
GrybówFilia Obserwatorium Astronomicznego Politechniki Warszawskiej
HelObserwatorium Geofizyczne Instytutu Geofizyki PAN
JózefosławObserwatorium Astronomiczno-Geodezyjne Politechniki Warszawskiej
KrakówObserwatorium Astronomiczne Uniwersytetu Jagiellońskiego, ul. Orla 171, w Forcie Skała
LamkówkoObserwatorium Satelitarne UWM
LubomirObserwatorium Astronomiczne im. Tadeusza Banachiewicza na Lubomirze
OstrowikObserwatorium Astronomiczne w Ostrowiku (Filia Obserwatorium Astronomicznego Uniwersytetu Warszawskiego)
Piwnice k. ToruniaObserwatorium Astronomiczne UMK w Piwnicach
PoznańObserwatorium Astronomiczne Uniwersytetu Adama Mickiewicza, ul. Słoneczna 36
SuhoraObserwatorium Astronomiczne Uniwersytetu Pedagogicznego w Krakowie
Świder (Otwock)Obserwatorium Geofizyczne Instytutu Geofizyki PAN
Wałbrzych w podziemiach zamku KsiążDolnośląskie Obserwatorium Geofizyczne Instytutu Geofizyki PAN
WarszawaObserwatorium Astronomiczne Politechniki Warszawskiej
Obserwatorium Astronomiczne Uniwersytetu Warszawskiego, Al. Ujazdowskie 4
Stacja Pływowa Centrum Badań Kosmicznych PAN
WrocławObserwatorium Instytutu Astronomii Uniwersytetu Wrocławskiego

### Obserwatoria edukacyjne w Polsce
GdańskObserwatorium Astronomiczne GSA im. prof. Roberta Głębockiego
GrudziądzPlanetarium i Obserwatorium Astronomiczne w Grudziądzu
KościanWieża ciśnień w Kościanie
ŁódźPlanetarium i Obserwatorium Astronomiczne w Łodzi
NiedźwiadyObserwatorium Astronomiczne Pałucko-Pomorskiego Stowarzyszenia Astronomiczno-Ekologicznego
OlsztynOlsztyńskie Obserwatorium Astronomiczne, ul. Żołnierska 13
OpoleObserwatorium Astronomiczne Solaris
Rzepiennik BiskupiObserwatorium Astronomiczne Królowej Jadwigi (prywatne)
WałbrzychObserwatorium Astronomiczne przy Prywatnym Liceum Ogólnokształcącym Sióstr Niepokalanek pl. Marceliny Darowskiej 1 
Zielona GóraObserwatorium Astronomiczne Uniwersytetu Zielonogórskiego, ul. Lubuska 2